# Security+
Security+ é uma certificação profissional que envolve tópicos em segurança de computadores tais como criptografia e controle de acesso. Foi criada e mantida pela Associação das Indústrias de Tecnologia da Computação dos Estados Unidos (CompTIA).

## Requerimentos
Para obter a certificação, o profissional de tecnologia deve ter pelo menos dois anos de experiência de trabalho relacionados à Segurança de rede. Deve também se submeter a uma prova baseada em computador ( CBT ) com questões de múltipla escolha, acertando pelo menos 80%.

## Alcance
- De acordo com a CompTIA, existem 32.000 profissionais que obtiveram esta certificação ao redor do mundo[1];
- A certificação Security+ pode ser considerada uma eletiva para certificações especiais como MCSA:Security e MCSE:Security da Microsoft.

## Ligações Externas
- Site de Certificações da CompTIA